# Lithothamnion marlothii
Lithothamnion marlothii Heydrich, 1897  é o nome botânico  de uma espécie de algas vermelhas  pluricelulares do gênero Lithothamnion, subfamília Melobesioideae.
- São algas marinhas encontradas na África do Sul.

## Sinonímia
- Não apresenta sinônimos.